# John Henry Robinson
Pour les articles homonymes, voir Robinson.
John Henry Robinson (1796-1871) est un graveur britannique. Il travailla essentiellement au burin et dans le cadre d'interprétations.

## Biographie
Né en 1796 à Bolton (Lancashire), John Henry Robinson devient l'élève du graveur James Heath en 1814.
En 1824, il envoie six gravures dont des portraits à la Royal Society of British Artists ; il n'y exposera jamais plus.
En 1836, il fait partie d'une délégation de graveurs qui réclame au roi que leur statut soit reconnu par la Royal Academy et qu'ils y soient admis. Après y avoir exposé plusieurs années, Robinson y fut finalement élu en 1867.
Il entame une carrière de graveur d'illustrations pour des éditeurs ; en 1842, il fournit 24 planches destinées à la Galerie des Femmes de George Sand, édité par le Bibliophile Jacob.
En 1848-1849, il grave le premier timbre belge, dit aux « Épaulettes »,.
Son travail est récompensé par une médaille durant l'exposition universelle de 1855 à Paris.
Il se retire à Petworth (Sussex) où il meurt le 21 octobre 1871.